# Johannes Kauffmann
Johannes Kauffmann war der Name eines Unternehmens, das 1823 in Stuttgart gegründet wurde. Aus dem zunächst auf Fische und Krebse spezialisierten Lebensmittelhandel entwickelte sich auch eine der bekanntesten Bettfedernfabriken Deutschlands.

## Geschichte

### Anfänge
Seit dem 17. Jahrhundert war in Esslingen am Neckar ein Stadtfischergeschlecht namens Kauffmann ansässig. Ein Abkomme dieser Familie, Johannes Kauffmann, richtete im frühen 19. Jahrhundert ein Niederlassungsgesuch an den Stuttgarter Stadtrat, um auf seinem Anwesen in der Kirchstraße 5 in Stuttgart ein Geschäft einrichten zu können. Er begründete sein Ansinnen damit, dass Stuttgart seinen Bedarf an Fischen und Krebsen ohnehin überwiegend durch die Handelsbeziehung zur Familie Kauffmann in  Esslingen zu decken pflege, und erhielt die angestrebte Bewilligung 1823. Dem florierenden Geschäft wurden durch den späteren Hoffischer Kauffmann Fischzucht- und Fischteichanlagen angegliedert, die sich am Ufer des Fangelbachs befanden. Sie umfassten das Gebiet der späteren Bürgerschule, der Liederhalle und eines Teils des späteren Stadtgartens. Nachdem diese Areale einer anderen Nutzung zugeführt worden waren und Kauffmann ausweichen musste, richtete er wieder bei Esslingen Fischteiche ein, außerdem baute er in seiner Heimatstadt auch eine Geflügelmastanstalt und ein Kühlhaus.

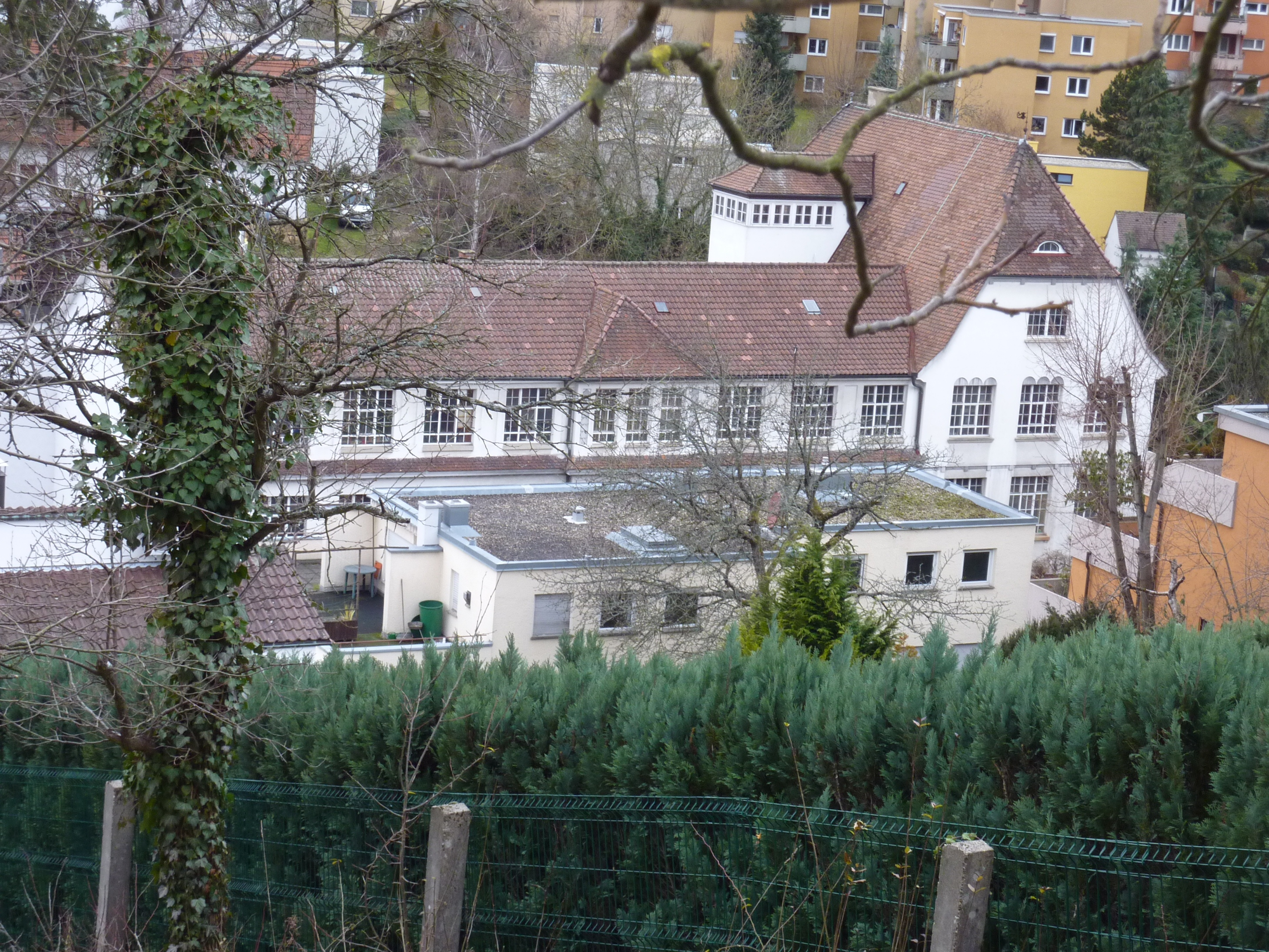
Überreste des Betriebs in Esslingen

Die Hauptniederlassung in Stuttgart wurde 1896 von dem Esslinger Betrieb abgetrennt und von Ernst Kauffmann übernommen. Dieser gründete 1899 ein Zweiggeschäft in Langenargen, in dem nicht nur Geflügel gemästet wurde, sondern auch die Fischbestände des Bodensees und anderer süddeutscher Gewässer verwertet wurden. Ein besonderes Augenmerk legte Ernst Kauffmann auf die Exportmöglichkeiten in die Nachbarländer, weshalb 1919 auch eine weitere Niederlassung in Bregenz eingerichtet wurde.

### Die Ära Eugen Kauffmann
1902 wurde Ernst Kauffmanns Sohn Eugen aus dem Ausland zurückgerufen, nachdem sich bei Ernst Kauffmann gesundheitliche Probleme eingestellt hatten. Eugen Kauffmann widmete sich insbesondere der Bettfedernfabrik, die als Nebenbetrieb der Langenargener Geflügelmastanstalt entstanden war. Er übernahm 1902 die Leitung des Langenargener Zweiggeschäfts, nachdem dort 1901 in der Mühlstraße 8 ein Wohnhaus samt Büro, Fischhalle und Eiskeller errichtet worden war. Wenige Jahre später, wohl anlässlich Eugen Kauffmanns Hochzeit mit Hedwig Stübler 1905, wurde ein neues Wohnhaus mit Pferdestall und Geflügelmasthalle am Bleichweg in Langenargen errichtet. 1908 folgte der Bau eines mehrstöckigen Kühl- und Gefrierhauses samt Eisfabrik mit Lokomobilhaus und eigener elektrischer Versorgung. Diese Anlage war die erste ihrer Art in der weiteren Umgebung und wurde wenig später, während des Ersten Weltkriegs, auch für das Heer und staatliche Vorratsstellen genutzt.
Eugen Kauffmann nahm am Ersten Weltkrieg teil. Nach seiner Rückkehr trieb er vor allem die Produktion von Bettfedern weiter voran. Beliefert wurde er nun aus Ländern auf mehreren Kontinenten, fast täglich gelangte ein Waggon voll Rohware in Langenargen an. Ab 1921 nutzte man elektrischen Kraft- und Lichtstrom. In Bregenz wurde eine Bettfedernfabrik aufgebaut, die später unter dem Namen Alpenländische Bettfedernfabrik bekannt war. In Langenargen baute man 1922 spezielle Bettfedernverarbeitungsräume und ein Kesselhaus an der Mühlstraße 8–10. Zunächst wurden dort fünf Bettfedernmaschinen genutzt. 1926 reichten die bisherigen Kapazitäten nicht mehr und es wurde der Mittelbau an der Mühlstraße errichtet, in dem weitere Maschinen untergebracht werden konnten, 1928/29 folgte der Westanbau Werk I. Damit waren allerdings die Möglichkeiten des bisher genutzten Geländes ausgeschöpft und Kauffmann erwarb 1932 das Gelände der Parkettfabrik am Bleichweg und an der Mühlstraße, um expandieren zu können. Am Bleichweg wurde von 1935 bis 1937 das Werk II mit Kesselhaus gebaut; außerdem wurde 1934 das Gebäude an der Mühlstraße 8 aus dem Jahr 1901 erweitert, wo die Lebensmittelabteilung untergebracht war. Diese stellte zu diesem Zeitpunkt noch ein ebenso wichtiges Standbein des Unternehmens dar wie die Bettfedernfabrikation. 1936/37 folgte der Bau eines Wasserkraftwerks und in der Mühlstraße 31–35 wurden drei Werksheime errichtet. 1938 folgte der Bau des Werkes III. Im selben Jahr übernahm Kauffmann, offenbar im Zuge einer „Arisierung“, die Mannheimer Bettfedernfabrik. Anschließend kaufte Kauffmann 1939 die Liegenschaften der einstigen Kunstmühle an der Mühlstraße 24–28, wo ein neues Kühlhaus errichtet werden sollte. Auch die ehemalige Seidenfabrik wurde erworben. In Bregenz fügte man in der Reichstraße 5 ein Fabrikations- und Geschäftsgebäude dem Unternehmen hinzu.
Eugen Kauffmanns Sohn Werner war 1930 bei einem Reitunfall ums Leben gekommen. Daher trat 1941 seine Tochter Ruth Krose als Teilhaberin ein.

#### Zweiter Weltkrieg
Der Zweite Weltkrieg ging natürlich nicht spurlos an dem Unternehmen vorbei. 1942/43 nahmen die Brandenburger Küstenjäger Quartier in der Seidenfabrik und der Kunstmühle, 1944 wurde das Stammhaus in der Stuttgarter Stiftstraße 1 zerstört. Das Langenargener Werk I sowie ein Teil der Kunstmühle wurden an die Zahnradfabrik Friedrichshafen vermietet, nachdem diese ausgebombt worden war. Weitere Teile der Kunstmühle wurden nun von der staatlichen Getreidestelle angemietet. Auf dem Unternehmensgelände an der Lindauer Straße wurden Militärbaracken gebaut.

#### Nachkriegszeit
Nach dem Ende des Krieges wurden durch die französische Besatzungsmacht die Mühlstraße 8, Werk I, die Seidenfabrik sowie die Militärbaracken beschlagnahmt, außerdem die Häuser Malerecke 2 und 14. Maschinen und andere Anlagen wurden konfisziert. Eugen Kauffmann wurde in Haft genommen. Dennoch konnte schon bald nach Kriegsende mit der Wiederherstellung des Betriebs begonnen werden. Zunächst widmete man sich 1945/46 der Wiedereinrichtung der Bettfedernfabrik in der Reichstraße 5 in Bregenz, danach begann noch vor der Währungsreform der Umbau der Kunstmühle in ein fünfstöckiges Kühlhaus, das bis 1994 in wenig geänderter Form betrieben wurde. Es war zum Teil an Fremdnutzer vermietet. Rund 300 Schließfächer fanden ihre Abnehmer; das Modell der Mietschließfächer in einem Kühlhaus war damals in Deutschland neu. Ferner baute man die Kunsteisproduktion aus. Der Strom, der nachts, wenn die Produktion in der Bettfedernfabrik ruhte, nicht gebraucht wurde, wurde für die Kühl- und Gefrieranlagen genutzt. Ab 1951 nutzte man eine Spezialapparatur, mit der frische Fische sofort nach dem Fang eingefroren werden konnten. Im selben Jahr begann man mit dem Bau mehrerer Siedlungshäuser für Werksangehörige in der Lindauer Straße. 1953 wurde in der Stiftstraße 1 in Stuttgart auch das Stammhaus wieder aufgebaut, außerdem wurde das Wasserkraftwerk an der Langenargener Seidenfabrik ausgebaut und in Betrieb genommen. 1957 wurde der Westanbau aun Werk III errichtet, 1958 eine weitere Fabrikhalle an der Ostseite von Werk III. In Langenargen hatte Kauffmann damals über 300 Mitarbeiter; die Produkte der Firma Kauffmann hatten den Ruf, der Mercedes unter den Bettfedern zu sein.
Bei der Großmarkthalle in Stuttgart wurde 1960/61 ein Büro- und Tiefkühlhaus gebaut. Dort wurde der Großhandel für Fisch, Wild, Geflügel und Konserven untergebracht. Der Einzelhandel blieb in der Stiftstraße.
1963 zog die Bregenzer Fabrik in die dortige Rheinstraße um.
In Langenargen errichtete man 1965/66 einen neuen Verwaltungsbau der Bettfedernfabrik und 1969/70 in der Mühlstraße 28 ein Gebäude für den Lebensmittelgroßhandel. Kühlhaus und Lebensmittelabteilung in der Mühlstraße 8 wurden abgerissen.

## Die Zeit nach Eugen Kauffmann
1972 starb Eugen Kauffmann. Die Geschäftsführung wurde von Herwart Laun übernommen. Die Nordisk Fjerfabrik A/S in Kopenhagen beteiligte sich nun zu 51 Prozent an der Bettfedernfabrik Johannes Kauffmann in Bregenz, Langenargen und Mannheim, während der Lebensmittelhandel ganz in der Hand der Familie blieb. 1987 ging die Mannheimer Bettfedernfabrik komplett in den Besitz des dänischen Konzerns über und wurde der Stuttgarter Nord Feder unterstellt.
Ruth Krose, geb. Kauffmann, starb 1987 und vererbte ihren Kindern Verena Maier und Jens Krose ihre Geschäftsanteile. Damals war die Nordisk Fjerfabrik bereits entschlossen, den Standort Langenargen aufzugeben. Der gesamte Firmenkomplex Johannes Kauffmann wurde nun umstrukturiert; der Lebensmittelbetrieb wurde von der Bettfedernfabrikation komplett getrennt und die Arguna Kühlhausgesellschaft mbH & Co. Grundbesitz KG wurde gegründet. Diese verwaltete fortan sämtliche Liegenschaften. Der Lebensmittelgroßhandel wurde unter der Bezeichnung Johannes Kauffmann GmbH weiterbetrieben, bei der Bettfedernfabrik Johannes Kauffmann GmbH und der Alpenländischen Bettfedernfabrik Johannes Kauffmann GmbH blieb es bei der 51-prozentigen Beteiligung des dänischen Compagnons.
Nachdem die Umsätze im Lebensmittelhandel zurückgegangen waren, wurde nach einem Umbau ein Teil der 1969 errichteten Halle zu Beginn der 1990er Jahre an Kaiser’s vermietet. Doch schon 1992 wurden die neuen Anlagen durch einen Brand unbrauchbar und man musste provisorisch wieder das alte Kühlhaus nutzen.
Die Arguna verkaufte 1990 unter anderem einen Teil des Geländes in Langenargen. Für das ehemalige Gelände des Pferdestalls samt Reithalle, der auf dem einstigen Standort der Geflügelmästerei erbaut worden war, lief damals das Bebauungsplanverfahren; 1991 wurde dieses Grundstück zum Teil mit Wohngebäuden überbaut.
Die Bettfedernfabrikation geriet in dieser Zeit in eine Krise. 1990 wurde Konkurs für den dänischen Konzern, mit dem Kauffmann verbunden war, angemeldet. Jens Krose gelang es, die Anteile in Bregenz und Langenargen aus der Konkursmasse herauszuhalten und wieder ins Familieneigentum einzugliedern, so dass ab August 1991 die gesamte Johannes-Kauffmann-Gruppe wieder komplett der Familie gehörte. 1992 wurde der Mühlbach innerhalb des Werksgeländes saniert, die alte Wellblechhalle im Osten wurde abgerissen, ein neues Rohlager mit Näherei wurde errichtet. Werk I wurde 1993 saniert und renoviert; unter anderem fand dort die im selben Jahr erworbene Firma Franz Rebstock ihr Unterkommen. Werk II und III wurden in den nachfolgenden Jahren baulich verbessert. Die Seidenfabrik war in desolatem Zustand und wurde 1993 abgerissen und durch Wohnhäuser ersetzt; erhalten blieb der denkmalgeschützte Wasserturm, der saniert wurde.

## Standort Hörbranz
1998 beschloss man, für die Bettfedernbetriebe in Langenargen und in Bregenz in Hörbranz eine neue gemeinsame Produktionsstätte einzurichten, statt die Produktion in ein osteuropäisches Billiglohnland auszulagern, was offenbar die Alternative gewesen wäre. 2007 musste Kauffmann einen Antrag auf Eröffnung eines Konkursverfahrens stellen. Nicht nur der weitgehend fremdfinanzierte Bau der modernen Produktionsstätte in Hörbranz hatte zu finanziellen Engpässen geführt, sondern auch Krisen im Bettenfachhandel, warme Winter und die Angst vor der Vogelgrippe. Man war damals aber zuversichtlich, den Betrieb weiter führen zu können. Laut Homepage residiert mittlerweile in Hörbranz die Sleepwell Kauffmann GmbH.